# Hombre de jengibre

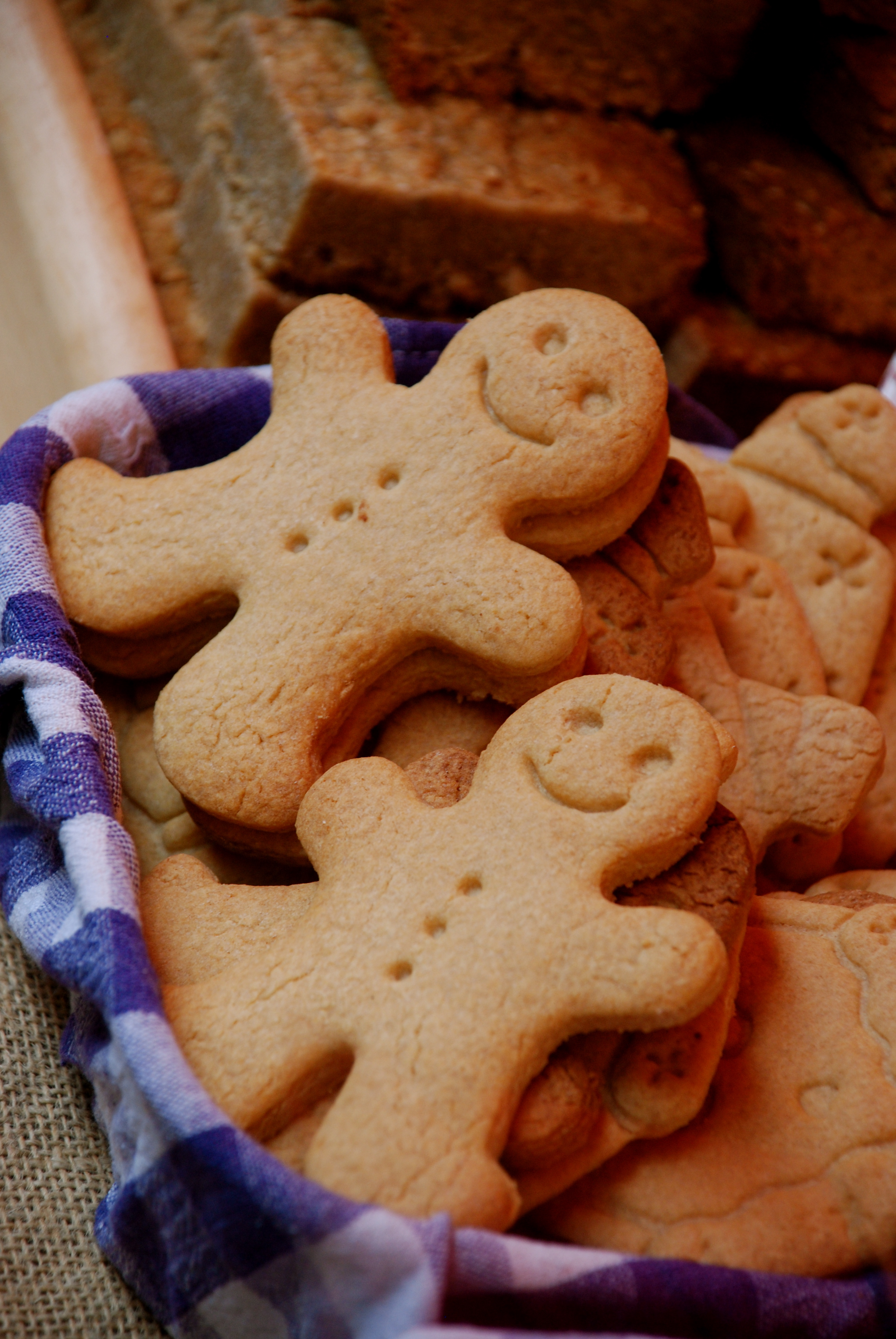
Hombres de jengibre

Un hombre de jengibre u hombre de pan de jengibre es una galleta hecha de pan de jengibre que suele tener una forma humana estilizada, si bien son comunes variantes con formas diferentes, especialmente de temas estacionales.

## Historia
El pan de jengibre procede del siglo XV, y la elaboración de galletas con forma humana se practicaba ya en el siglo XVI. La primera ocurrencia documentada de galletas de pan de jengibre con forma humana se dio en la corte de Isabel I de Inglaterra. La reina regalaba a las visitas importantes galletas de pan de jengibre parecidas a ella.

## Características

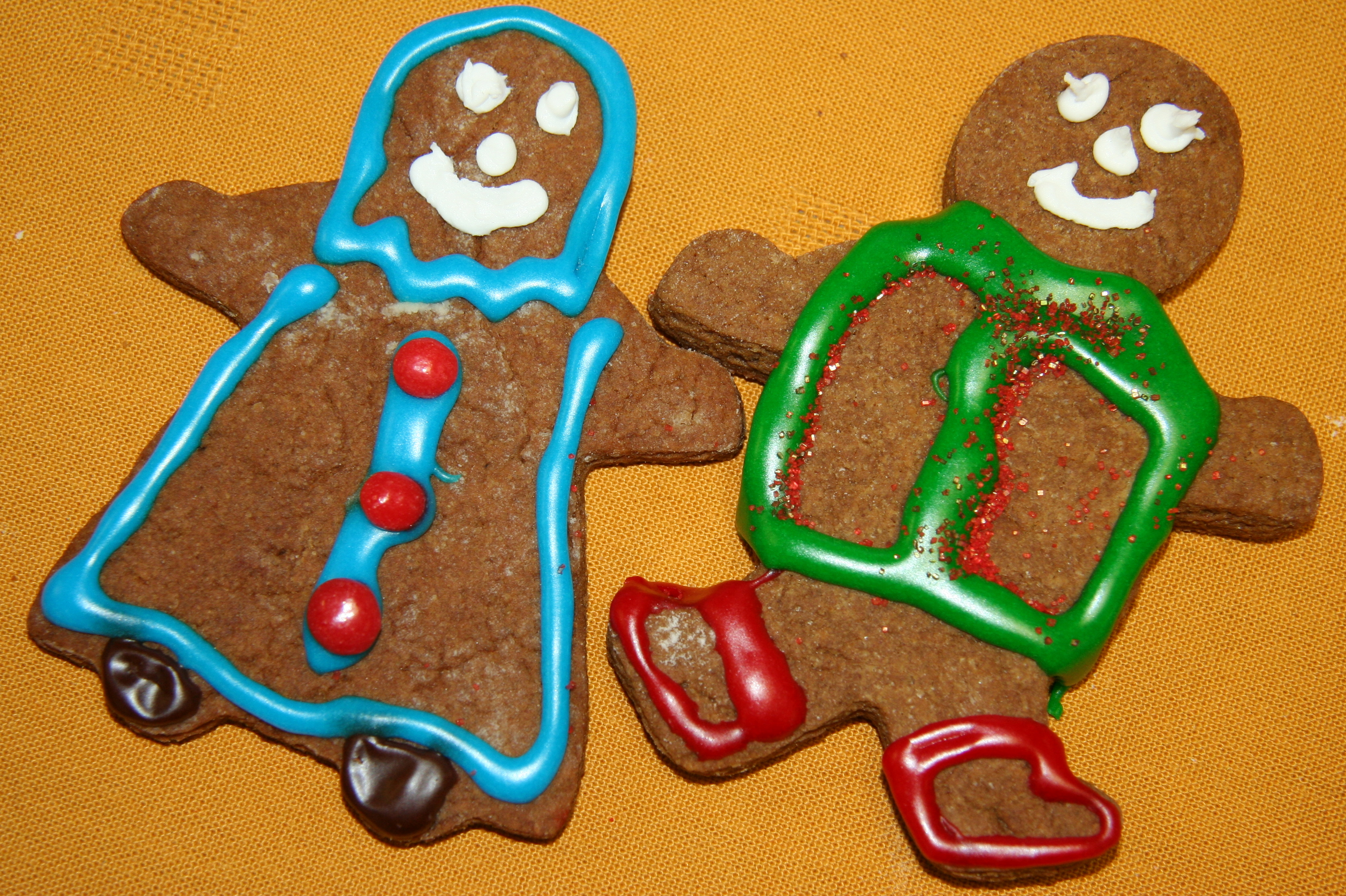
Mujer y hombre de pan de jengibre

La mayoría de los hombres de pan de jengibre comparten la misma forma aproximadamente humanoide, paticorta y sin dedos. Muchos hombres de jengibre tienen cara, aunque los rasgos pueden ser hendiduras en la propia galleta o caramelo pegado en ella con glaseado o chocolate, según la receta. También son comunes otras decoraciones: pelo, puños de camisa y zapatos, pero por mucho la decoración más popular son los botones de la camisa, que tradicionalmente se representan con gomitas, glaseado o pasas.